# Heterorachis schmassmanni
Heterorachis schmassmanni är en fjärilsart som beskrevs av Louis Beethoven Prout 1916. Heterorachis schmassmanni ingår i släktet Heterorachis och familjen mätare. Inga underarter finns listade i Catalogue of Life.